# Rhodamnia kamialiensis
Rhodamnia kamialiensis är en myrtenväxtart som beskrevs av Neil Snow och W.N.Takeuchi. Rhodamnia kamialiensis ingår i släktet Rhodamnia och familjen myrtenväxter. Inga underarter finns listade i Catalogue of Life.